# چئونان هیوندای کاپیتال اسکای واکرز
چئونان هیوندای کاپیتال اسکای واکرز (انگلیسی: Cheonan Hyundai Capital Skywalkers) یک تیموالیبال حرفه‌ای کره‌ای که در سال ۱۹۸۳ و در سال ۲۰۰۵ به شیوه فدراسیون کره جنوبی آغاز به کار کرد. این تیم در حال حاضر در وی لیگ حضور دارد.